# Ain El Aouda
Ain El Aouda è una città del Marocco, nella Prefettura di Skhirat-Témara nella regione di Rabat-Salé-Kenitra.
La città è anche conosciuta come Ayn al-ʿAwdah.